# Torrentz
Torrentz a fost un meta-motor de căutare pentru BitTorrente, bazat în Finlanda. Site-ul indexa fișiere torrent din diferite site-uri de torrente majore și oferea compilații de diferite trackere per torrent. În 2012 Torrentz a fost al doilea cel mai popular site web de torrente după The Pirate Bay.
Începand cu 4 august 2016, site-ul a fost închis. Pagina de start se autodescrie folosind timpul trecut iar funcția de căutare a fost dezactivată.